# Spider Cup
Spider Cup är den högsta serien i volleyboll för damer i Nya Zeeland och utser de nationella mästarna. Serien har funnits sedan 1968 och organiseras av Volleyball New Zealand

## Resultat per säsong[1]
| Säsong                                           | Mästare                   | Tvåa                         | Trea                |
| ------------------------------------------------ | ------------------------- | ---------------------------- | ------------------- |
| 1968                                             | Hamilton Teachers College |                              |                     |
| 1969                                             | Hamilton Teachers College |                              |                     |
| 1970                                             | Hamilton Teachers College |                              |                     |
| 1971                                             | Canterbury University     |                              |                     |
| 1972                                             | Auckland Fire Brigade     |                              |                     |
| 1973                                             | Otago University          |                              |                     |
| 1974                                             | Canterbury University     |                              |                     |
| 1975                                             | Nelson                    |                              |                     |
| 1976                                             | Sparta                    |                              |                     |
| 1977                                             | Sparta                    |                              |                     |
| 1978                                             | Canterbury University     |                              |                     |
| 1979                                             | Canterbury University     |                              |                     |
| 1980                                             | Le Coq Sportif            |                              |                     |
| 1981                                             | Tauranga                  |                              |                     |
| 1982                                             | Canterbury University     |                              |                     |
| 1983                                             | Porirua                   |                              |                     |
| 1984                                             | Porirua                   |                              |                     |
| 1985                                             | Porirua                   |                              |                     |
| 1986                                             | Sparta                    |                              |                     |
| 1987                                             | Sparta                    |                              |                     |
| 1988                                             | Pioneer                   |                              |                     |
| 1989                                             | Akarana                   |                              |                     |
| 1990                                             | Akarana                   |                              |                     |
| 1991                                             | Pioneer                   |                              |                     |
| 1992                                             | Smash                     |                              |                     |
| 1993                                             | Smash                     |                              |                     |
| 1994                                             | Te Puke Sports            |                              |                     |
| 1995                                             | Te Puke                   |                              |                     |
| 1996                                             | Smash                     |                              |                     |
| 1997                                             | Pioneer                   |                              |                     |
| 1998                                             | Baypak Te Puke            |                              |                     |
| 1999                                             | Baypak Te Puke            |                              |                     |
| 2000                                             | Baypak Te Puke            |                              |                     |
| 2001                                             | 99ers                     |                              |                     |
| 2002                                             | Satara Te Puke Sports     |                              |                     |
| 2003                                             | Satara Te Puke Sports     |                              |                     |
| 2004                                             | Satara Te Puke Sports     |                              |                     |
| 2005                                             | Ezibuy Massey             |                              |                     |
| 2006                                             | Te Puke Sports            |                              |                     |
| 2007                                             | Wellington NZIS           |                              |                     |
| 2008                                             | Tauranga                  |                              |                     |
| 2009                                             | Manukau South Green       |                              |                     |
| 2010                                             | Tauranga A                | Scorpion A                   | Manukau South A     |
| 2011                                             | Manukau South A           | Tauranga                     | Westforce-Waitakere |
| 2012                                             | Manukau South A           | Tauranga A                   | Hamilton            |
| 2013                                             | Tauranga A                | Manukau South A              | Hamilton A          |
| 2014                                             | North Harbour Raiders     | Tauranga A                   | Mauao Blues         |
| 2015                                             | Shirley Silverbacks       | Axis Sports Medicine Harbour | Tauranga A          |
| 2016                                             | Harbour Raiders VC        | Tauranga A                   | Shirley Silverbacks |
| 2017                                             | Harbour Raiders VC        | Shirley Silverbacks          | Mauao Warriors      |
| 2018                                             | Tauranga A                | SVC Silverbacks              | Hamilton A          |
| 2019                                             | Harbour Raiders A         | Shirley Silverbacks A        | Hamilton Huskies    |
| 2020 - Genomfördes inte p.g.a. COVID-19-pandemin |                           |                              |                     |
| 2021 - Genomfördes inte p.g.a. COVID-19-pandemin |                           |                              |                     |